# Mallotus dunnii
Mallotus dunnii là một loài thực vật có hoa trong họ Đại kích. Loài này được F.P.Metcalf mô tả khoa học đầu tiên năm 1941.